# Sajókeresztúr
Sajókeresztúr ist eine ungarische Gemeinde im Kreis Miskolc im Komitat Borsod-Abaúj-Zemplén.

## Geografische Lage
Sajókeresztúr liegt in Nordungarn, siebeneinhalb Kilometer nördlich des Zentrums der Kreisstadt und des Komitatssitzes Miskolc am rechten Ufer des Flusses Sajó. Nachbargemeinden sind Sajóbábony, Sajóecseg, 
Sajósenye, Sajóvámos und Szirmabesenyő. 

## Infrastruktur
Im Ort gibt es Kindergarten, die József-Eötvös-Grundschule, Bücherei, Kulturhaus, Arztpraxis, Apotheke, zwei Kirchen, einen Fußballklub und das Bürgermeisteramt. Eine besondere Bedeutung für den Ort hatte seit Ende der 1960er Jahre die Erzaufbereitungsanlage BÉM (Borsodi Ércelőkészítő Mű), deren Betrieb 1996 nach der Schließung des Hochofens in Diósgyőr eingestellt wurde.

## Sehenswürdigkeiten
- Reformierte Kirche, erbaut 1709
- Römisch-katholische Kirche Szent Kereszt felmagasztalása, erbaut 1992–1997 nach Plänen von Pál Vaskó
- Skulptur Fiú golyóval, erschaffen 1962 von Miklós Varga
- Weltkriegsdenkmal

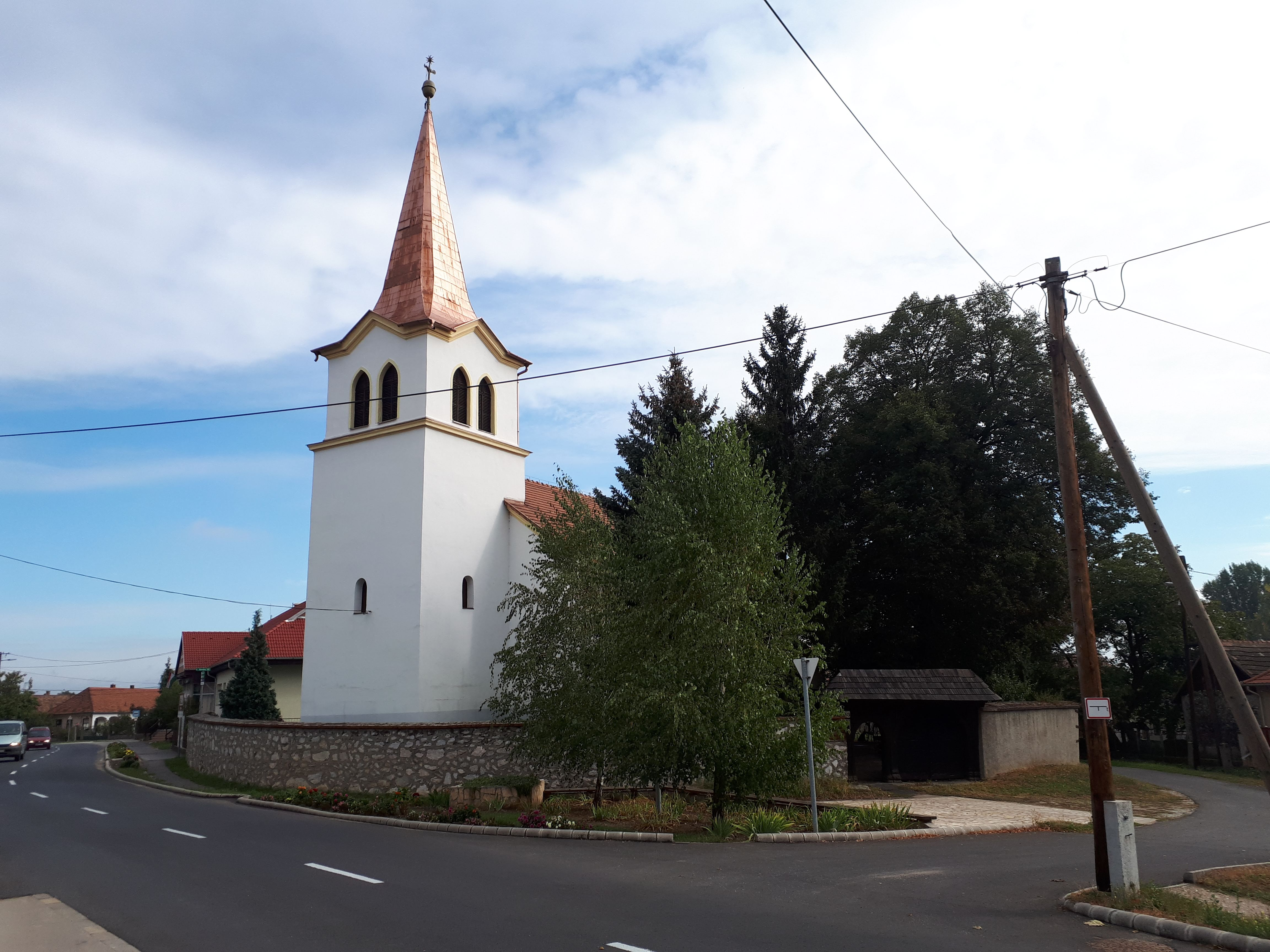
Reformierte Kirche
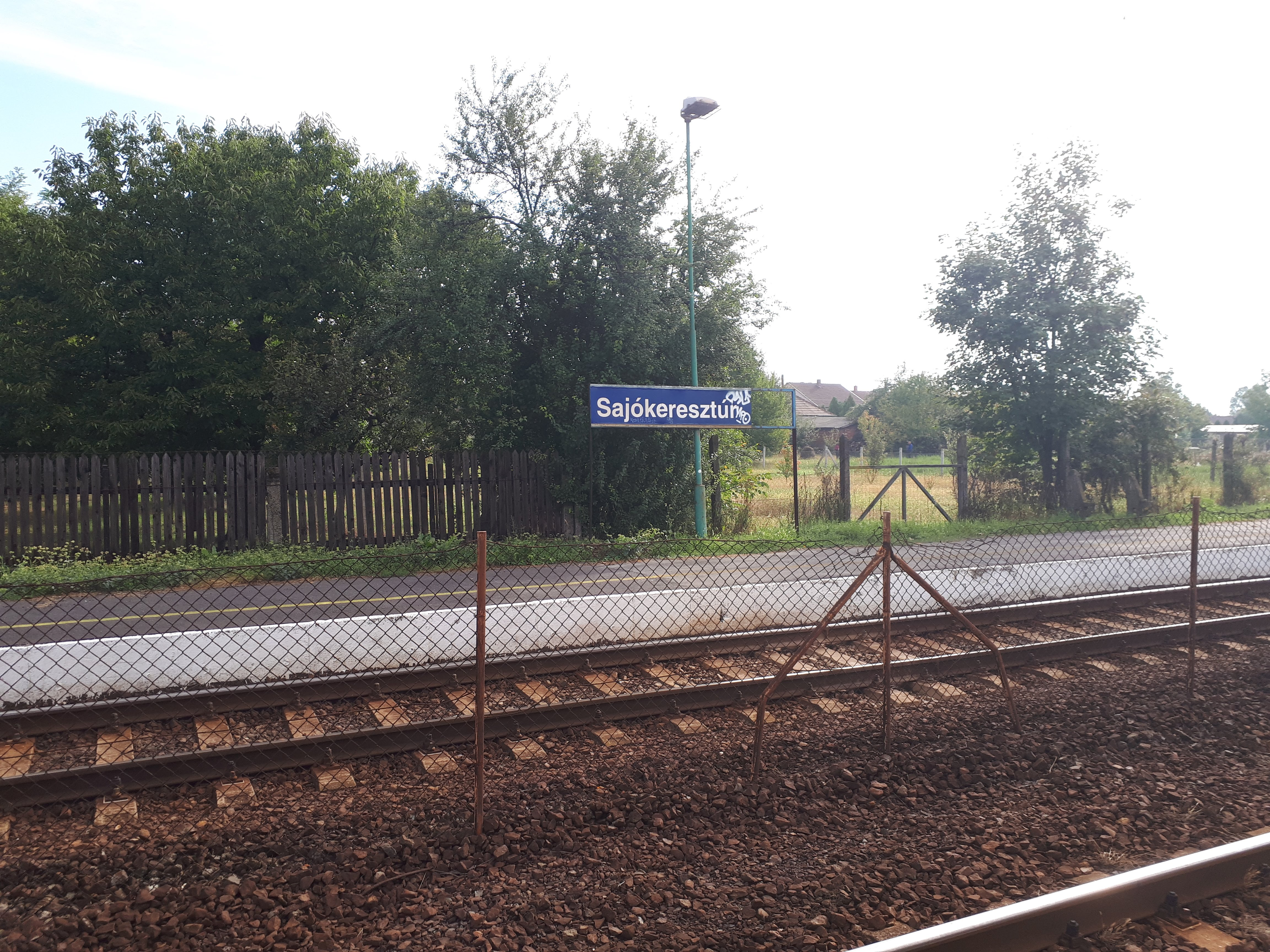
Eisenbahnhaltestelle
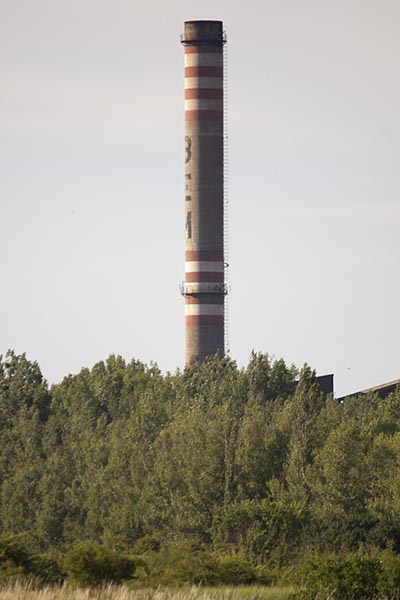
Schornstein der BÉM (2020 gesprengt)

## Verkehr
Sajókeresztúr ist über die Nebenstraße Nr. 26141 zu erreichen, westlich des Ortes verläuft die Hauptstraße Nr. 26. Es bestehen Zugverbindungen nach Miskolc, Ózd und Tornanádaska sowie Busverbindungen über Szirmabesenyő nach Miskolc.